# Liste weiterführender Bildungseinrichtungen in Chicago
Liste weiterführender Bildungseinrichtungen in Chicago
Die Stadt Chicago beherbergt zahlreiche bedeutende Universitäten, Hochschulen, Forschungs- und Bildungseinrichtungen. 

## A
- Adler School of Professional Psychology

## C
- Catholic Theological Union
- Chicago-Kent College of Law
- Chicago School of Professional Psychology
- Chicago State University
- Chicago Theological Seminary
- City Colleges of Chicago
  - Richard J. Daley College
  - Kennedy-King College
  - Malcolm X College
  - Olive-Harvey College
  - Harry S Truman College
  - Harold Washington College
  - Wilbur Wright College
- Columbia College Chicago

## D
- DePaul University
- DeVry University

## E
- East-West University

## H
- Harrington College of Design

## I
- Illinois College of Optometry
- Illinois Institute of Art - Chicago
- Illinois Institute of Technology

## J
- John Marshall Law School

## K
- Kendall College

## L
- Lutheran School of Theology at Chicago
- Loyola University Chicago

## M
- MacCormac College
- McCormick Theological Seminary
- Meadville Lombard Theological School
- Moody Bible Institute

## N
- Northeastern Illinois University
- North Park Theological Seminary
- North Park University
- Northwestern University

## P
- Pacific College of Oriental Medicine

## R
- Robert Morris University Illinois
- Roosevelt University
- Rush Medical College
- Rush University

## S
- Saint Xavier University
- School of the Art Institute of Chicago
- Shimer College

## T
- Toyota Technological Institute at Chicago

## U
- University of Chicago
- University of Illinois at Chicago

## V
- Vandercook College of Music

## W
- Westwood College Of Technology